# Paquirri
Francisco Rivera Pérez dit « Paquirri », né à Zahara de los Atunes (Espagne, province de Cadix) le 5 mars 1948, mort le 26 septembre 1984 à Cordoue (Espagne), est un matador espagnol.

## Présentation
Matador adepte des ouvertures a porta gayola, banderillero, il a été l'une des principales figuras des années 70 et du début des années 80.
De sa première union avec Carmina Ordóñez, fille du célèbre matador Antonio Ordóñez, sont nés deux fils, tous deux aujourd'hui matadors : Francisco Rivera Ordóñez et Cayetano Rivera Ordóñez « Cayetano ».
Après son divorce, il épouse en secondes noces la chanteuse Isabel Pantoja  et a un troisième fils : Francisco José dit Kiko Paquirri (né en 1984).
Le 26 septembre 1984, dans les arènes de Pozoblanco (Espagne, province de Cordoue), il est très gravement blessé par le taureau « Avispado » de la ganadería de Sayalero y Bandres. Les médecins locaux, affolés par la gravité des blessures et se rendant compte qu'ils ne disposaient pas du matériel nécessaire pour opérer, décident de transporter « Paquirri » par ambulance à l'hôpital de Cordoue. Il décéda durant le trajet. Cette mort provoqua des remous dans le monde de la corrida, car on ne pensait pas, en 1984, qu'on pouvait encore mourir dans l'arène en raison d'une couverture médicale insuffisante.

### Carrière
- Débuts en novillada sans picadors : août 1962 à Barbate (Espagne, province de Cadix) ; taureaux de Nuñez Polavieja.
- Débuts en novillada avec picadors : 28 juin 1964 à Cadix ; taureaux de l'élevage Villamarta.
- Alternative : 11 août 1966 à Barcelone ; parrain Paco Camino, témoin El Viti ; taureaux de Urquijo de Federico.
- Confirmation d'alternative à Madrid : 18 mai 1967 ; parrain Paco Camino, témoin José Fuentes.

- 1962 à 1964 : Une trentaine de novilladas sans picadors.
- 1965 et 1966 : 19 novilladas avec picadors.
- 1968 : 68 corridas.
- 1972 : 86 corridas (premier de l’escalafón).
- 1973 : 67 corridas.
- 1974 : 80 corridas.
- 1975 : 72 corridas.
- 1982 : 42 corridas.
- 1983 : 37 corridas.
- 1984 : 50 corridas.